# Rozália Husztiová
Rozália Husztiová rozená Rozália Oroszová podruhé vdaná Rozália Gombosová (* 28. ledna 1964 Satu Mare, Rumunsko) je bývalá rumunská a německá sportovní šermířka maďarské národnosti, která se specializovala na šerm fleretem.
Rumunsko, Západní Německo a později sjednocené Německo reprezentovala v osmdesátých a devadesátých letech. Na olympijských hrách startovala v roce 1984 v soutěži družstev. V roce 1992 obsadila třetí místo na mistrovství Evropy v soutěži jednotlivkyň. S rumunským družstvem fleretistek vybojovala na olympijských hrách 1984 stříbrnou olympijskou medaili a druhé místo na mistrovství světa 1987. S německým družstvem fleretistek vybojovala v roce 1991 třetí místo na mistrovství světa.